# Al McKibbon

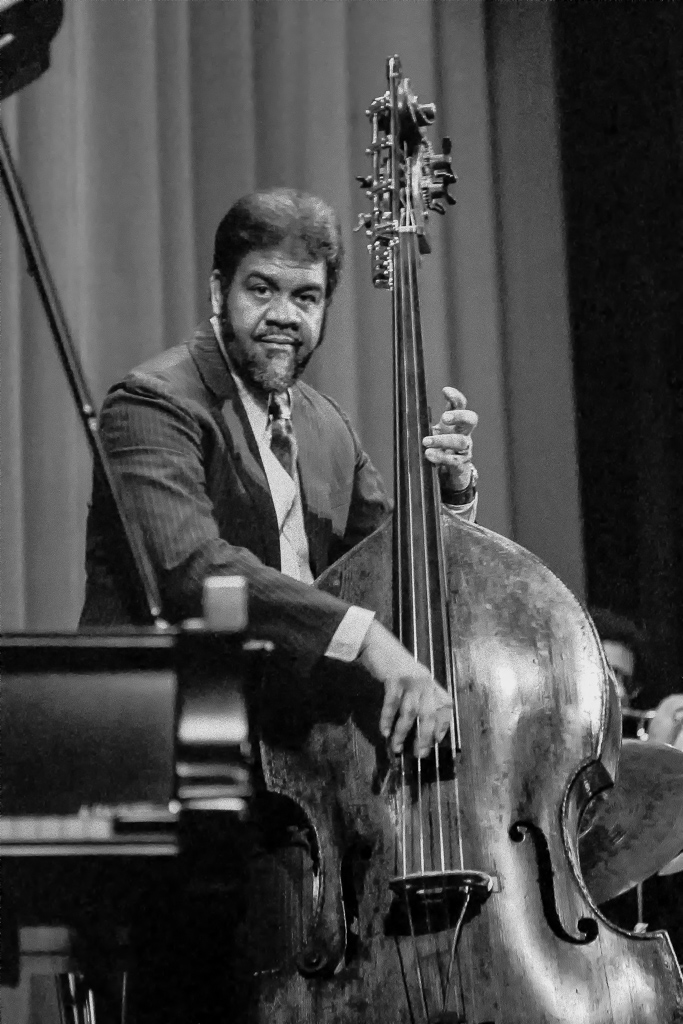
Al McKibbon, 1971

Al McKibbon, född 1 januari 1919, död 29 juli 2005 av en leverkollaps, var en amerikansk basist inom jazzen.
McKibbon förenade jazz med kubansk musik under 1940- och 1950-talet. Han var en av medlemmarna i George Shearings kvintett och uppträdde även tillsammans med bland många andra Miles Davis, Thelonious Monk och Count Basie. Han ersatte Ray Brown i Dizzy Gillespies band och medverkade där från 1947 till 1950. Han fortsatte att uppträda ända till år 2004 som basist i Giants of Jazz. År 1999, vid 80 års ålder, gav han ut sitt första album under eget namn, Tumbao Para Los Congueros Di Mi Vida (på Blue Lady Records), och skivan nominerades till en Grammy i kategorin "Best Latin Jazz Performance". Hans andra album, Black Orchid (på Nine Yards Music), utgavs 2004.